# Entephria flavata
Entephria flavata är en fjärilsart som beskrevs av Ludwig Osthelder 1929. Entephria flavata ingår i släktet Entephria och familjen mätare. Inga underarter finns listade i Catalogue of Life.